# Pyrrhia abrasa
Pyrrhia abrasa là một loài bướm đêm trong họ Noctuidae.